# Wyspy Alandzkie
Wyspy Alandzkie (szw. Åland, fiń. Ahvenanmaa) – archipelag i jednostka administracyjna Finlandii, położony na Morzu Bałtyckim u wejścia do Zatoki Botnickiej, stanowi obszar szwedzkojęzyczny. Posiada dużą autonomię, a status wysp jest gwarantowany międzynarodowo, ostatnio przez traktat akcesyjny do Unii Europejskiej.
Łączna powierzchnia archipelagu liczącego 6757 wysp wynosi 1552,56 km², a największa wyspa – Fasta Åland – 650 km². Najbardziej wysuniętą wyspą na południe jest Lillharu, na północ Hon östra, zachód Västerbådan i na wschód Stora Rödskär. Liczba ludności wynosi 30 359 (31 XII 2022). Około 60 wysp jest zamieszkanych, głównie przez ludność pochodzenia szwedzkiego (90%). Ludność zajmuje się głównie rybołówstwem, hodowlą bydła i uprawą roli. Jedynym miastem i zarazem stolicą jest Maarianhamina (szw. Mariehamn).
Na Wyspach Alandzkich występuje całkowity zakaz manewrów wojskowych oraz zakaz przelotów samolotów lotnictwa wojskowego – obszar Wysp Alandzkich jest strefą zdemilitaryzowaną. Po raz pierwszy demilitaryzację wysp wprowadził Traktat paryski (1856) w art. 33, co potwierdził Traktat londyński (1871) w art. 8 oraz Traktat berliński (1878) w art. 63. Po I wojnie światowej i uniezależnieniu Finlandii od Rosji pretensje do archipelagu zgłosiła Szwecja. Kryzys alandzki rozpatrywała Liga Narodów. 24 czerwca 1921 r. Rada Ligi przyznała wyspy Finlandii z zastrzeżeniem zagwarantowania rozległej autonomii dla tamtejszej ludności i utrzymania demilitaryzacji. 20 października zawarto w Genewie układ o statusie archipelagu, stronami prócz Szwecji i Finlandii były Niemcy, Wielka Brytania, Francja, Włochy, Dania, Polska, Estonia i Łotwa. Demilitaryzację potwierdził Pokój paryski (1947).

## Ustrój polityczny

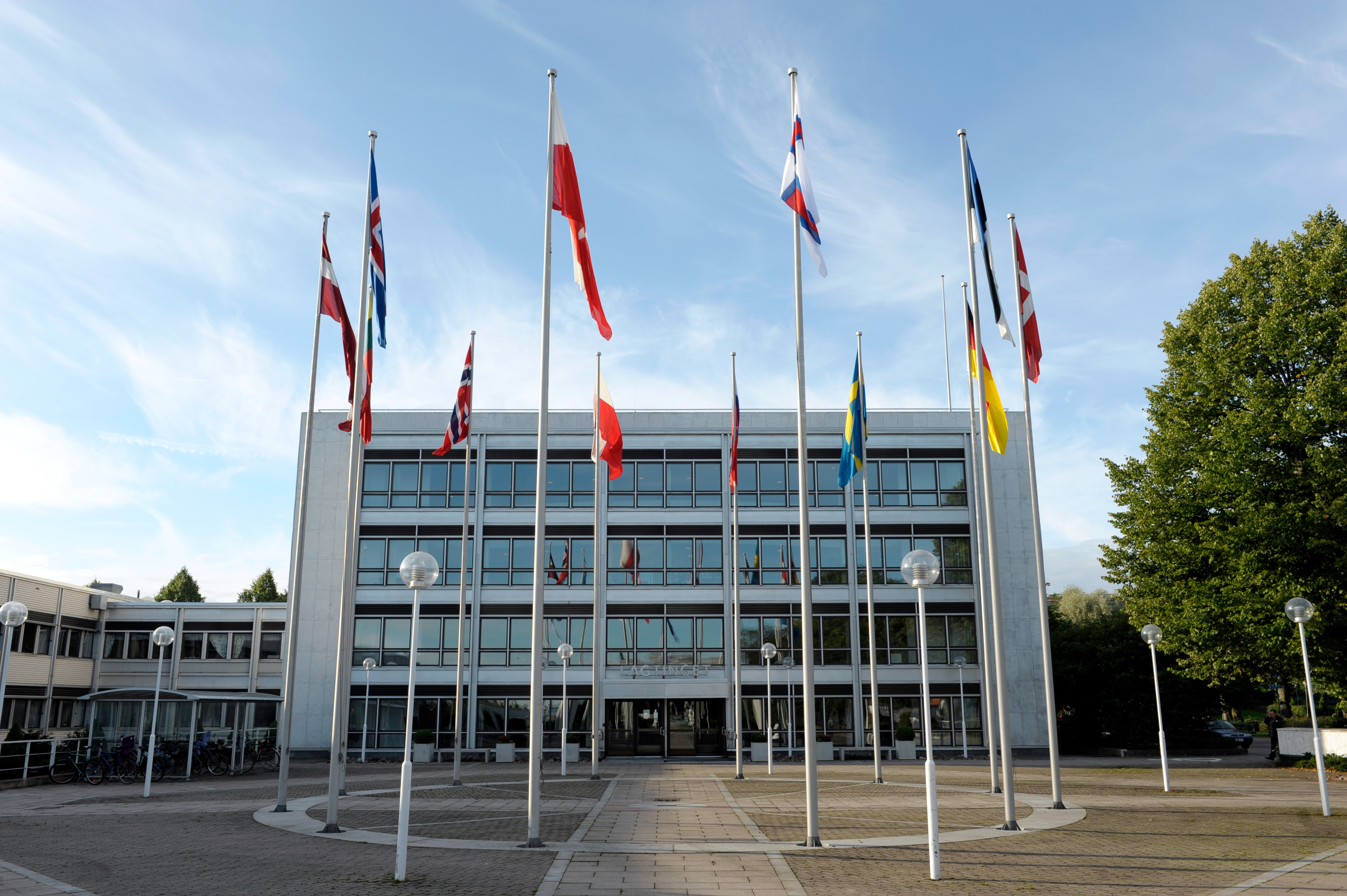
Lagting

Wyspy Alandzkie na podstawie Aktu o Samorządzie Wysp Alandzkich z 28 grudnia 1951 są republiką parlamentarną będącą terytorium autonomicznym Finlandii. Wyspy Alandzkie posiadają własny parlament, zwany Lagting składający się z 30 posłów wybranych w głosowaniu demokratycznym. Odpowiedzialny przed nim jest rząd (Landskapsregering) składający się z sześciu ministrów (edukacji i kultury, finansów, spraw socjalnych i środowiska, administracji i współpracy z Unią Europejską, przemysłu i handlu oraz komunikacji), na którego czele stoi premier (lantråd). Archipelag ma też jednego posła w Eduskuncie i jednego delegata w Radzie Nordyckiej (od 1970). Są także członkiem Unii Europejskiej w ramach Finlandii. W polityce zagranicznej Wyspy Alandzkie są całkowicie uzależnione od rządu fińskiego, którego reprezentantem jest gubernator.
Wyspy Alandzkie posiadają własną flagę, policję, linie lotnicze oraz wydają własne znaczki. Obywatele Wysp Alandzkich są zwolnieni z obowiązku służby wojskowej w fińskiej armii z powodu demilitaryzacji archipelagu.

### Główne partie polityczne i ich poparcie
Wyspy Alandzkie posiadają system wielopartyjny z klasycznym podziałem na lewicę, prawicę i centrum. Wśród partii znajdują się także ugrupowania o poglądach separatystycznych, dążące do odłączenia Wysp Alandzkich od Republiki Fińskiej. Wybory z 18 października 2015 wygrała Partia Liberalna (23,3% i 7 mandatów) przed Partią Centrum (21,7% i 7 mandatów).

### Podział administracyjny
Prowincja podzielona jest na 16 gmin. Głównym miastem i stolicą jest Maarianhamina. Ludność wszystkich gmin podano według stanu na 31 grudnia 2013.
| 1. Brändö (475) 2. Eckerö (947) 3. Finström (2520) 4. Föglö (572) 5. Geta (500) 6. Hammarland (1540) 7. Jomala (4424) 8. Kökar (251) 9. Kumlinge (330) 10. Lemland (1926) 11. Lumparland (413) 12. Mariehamn (11 393) 13. Saltvik (1813) 14. Sottunga (100) 15. Sund (1029) 16. Vårdö (433) | Podział Wysp Alandzkich |

## Demografia
- Wykres liczby ludności Wysp Alandzkich na przestrzeni lat 1910–2013

źródło: Urząd Statystyczny Wysp Alandzkich

## Języki
Dla ponad 90% mieszkańców Wysp Alandzkich językiem ojczystym jest język szwedzki, a dla 5% język fiński. Szkoły finansowane przez rząd są szkołami szwedzkojęzycznymi.

## Galeria

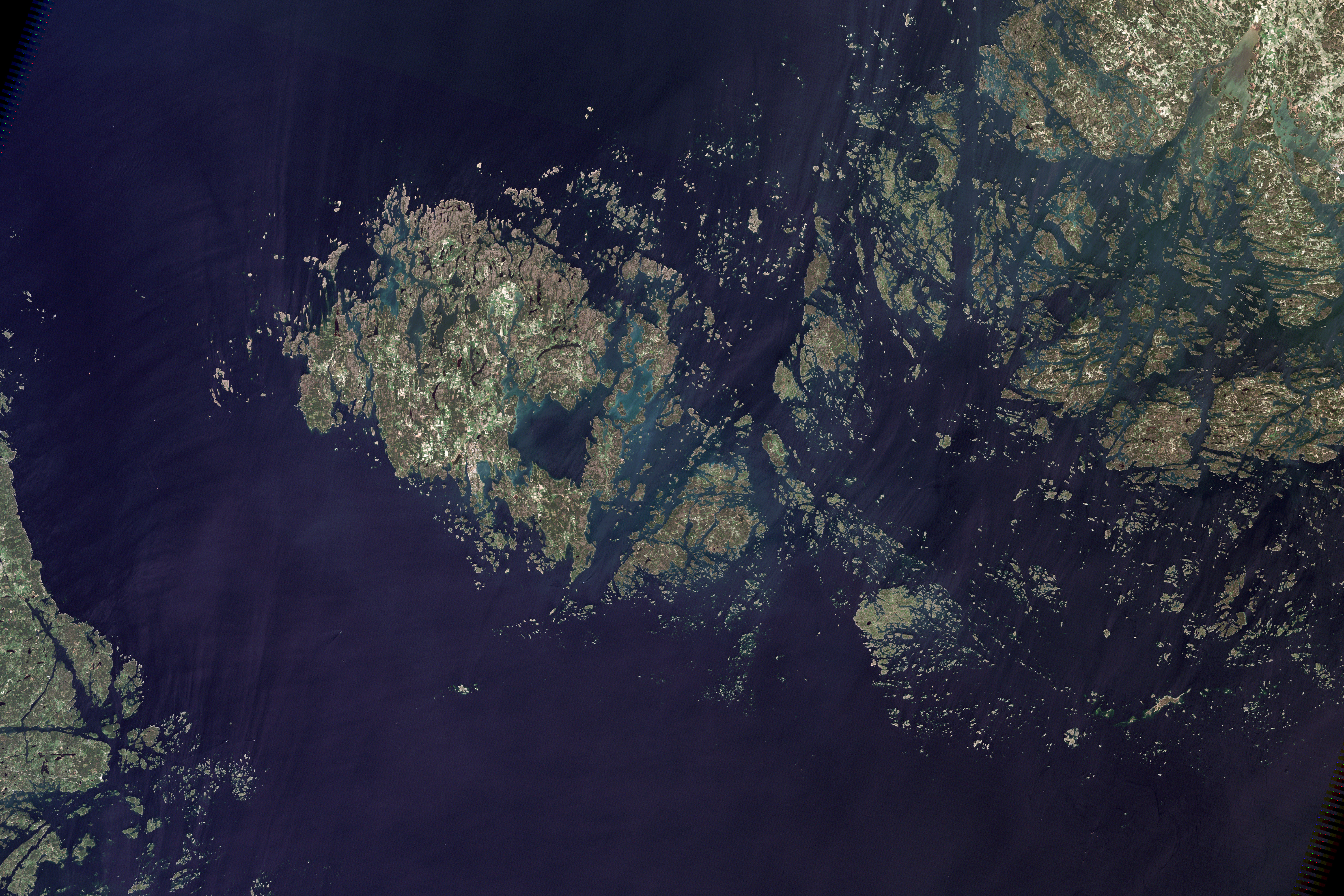
Zdjęcie satelitarne archipelagu
Zamek Kastelholm
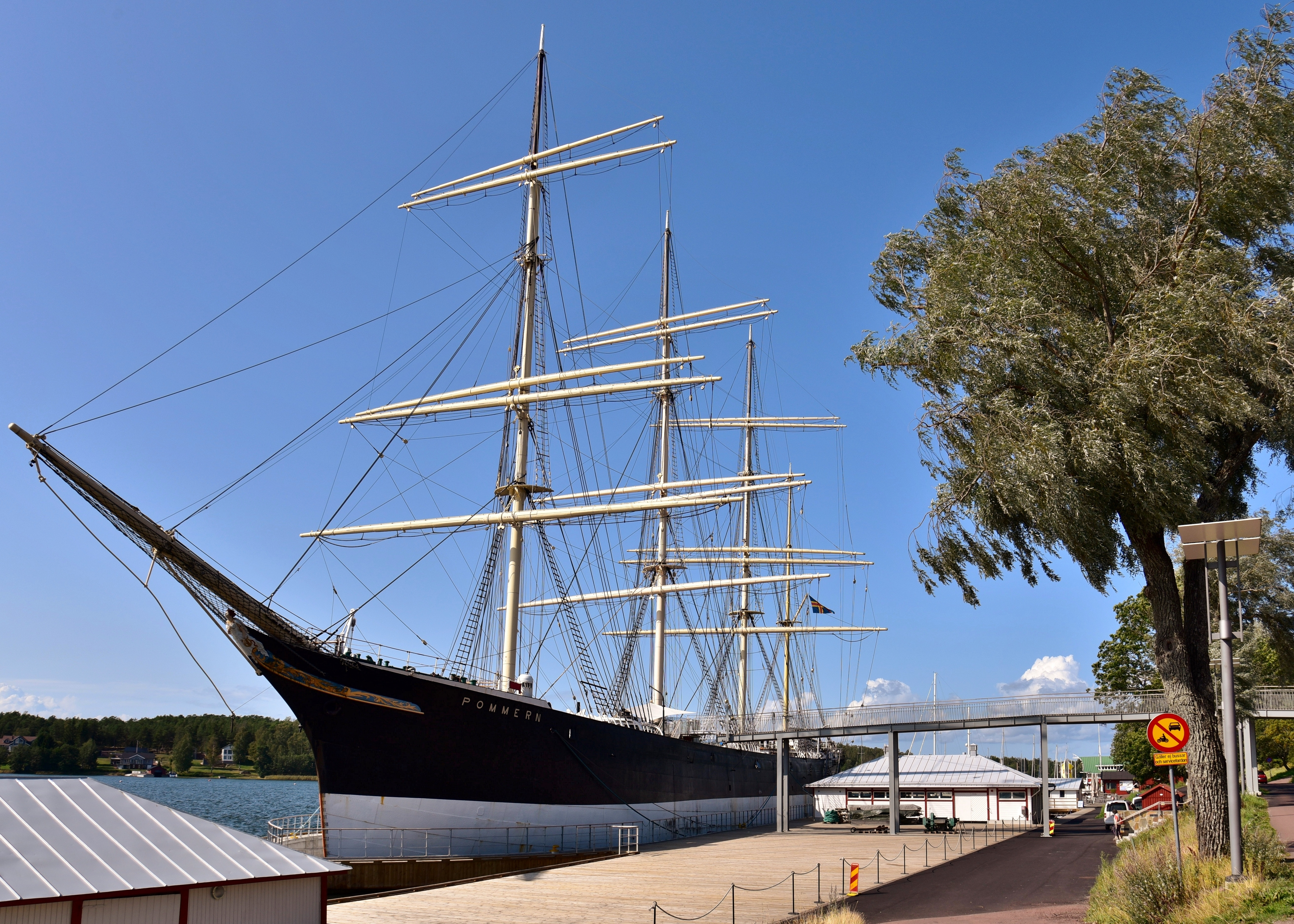
Żaglowiec Pommern, Muzeum Morskie Wysp Alandzkich
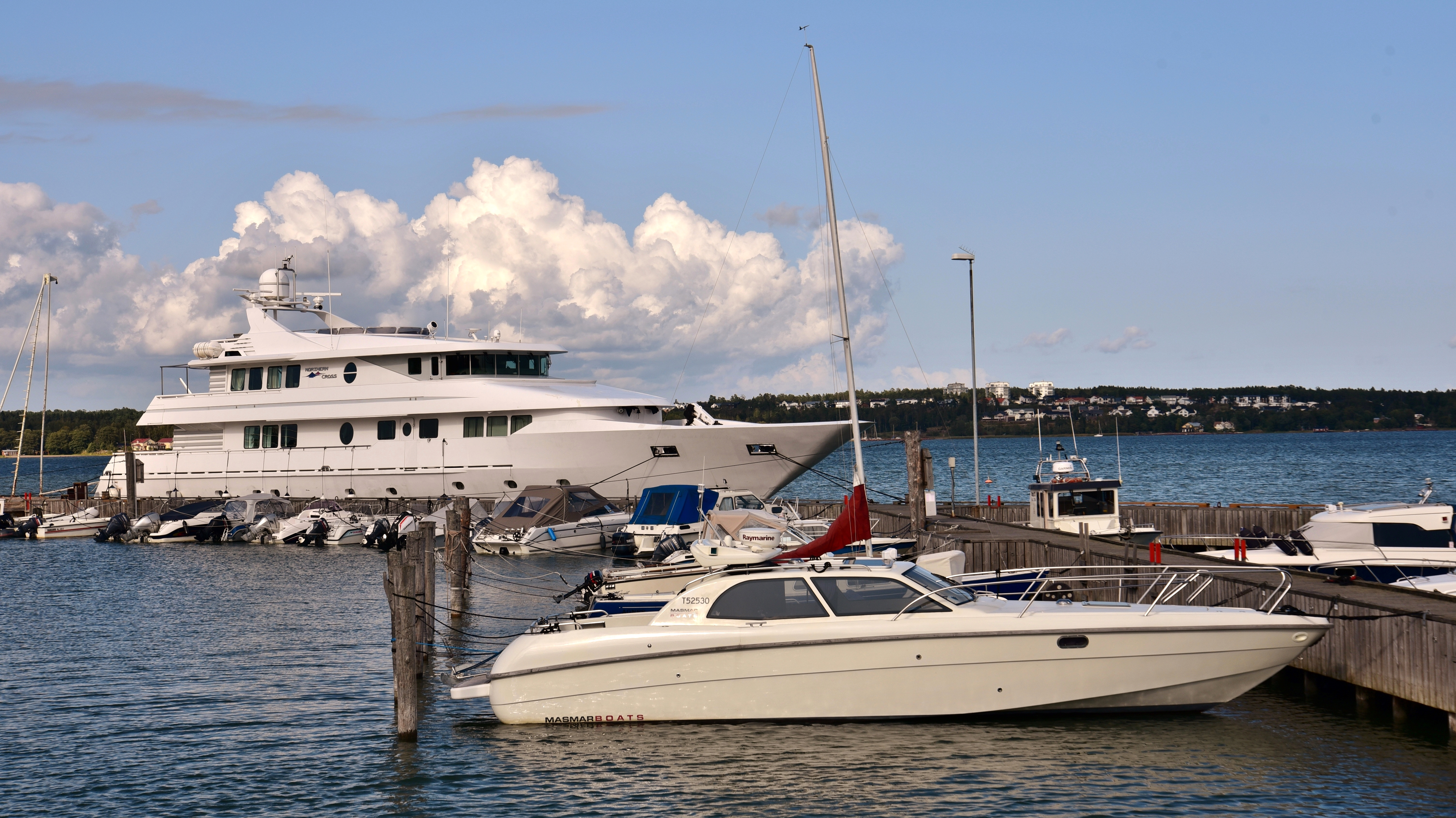
Östra Hamnen (Wschodni Port) – dla żaglówek i żaglowców
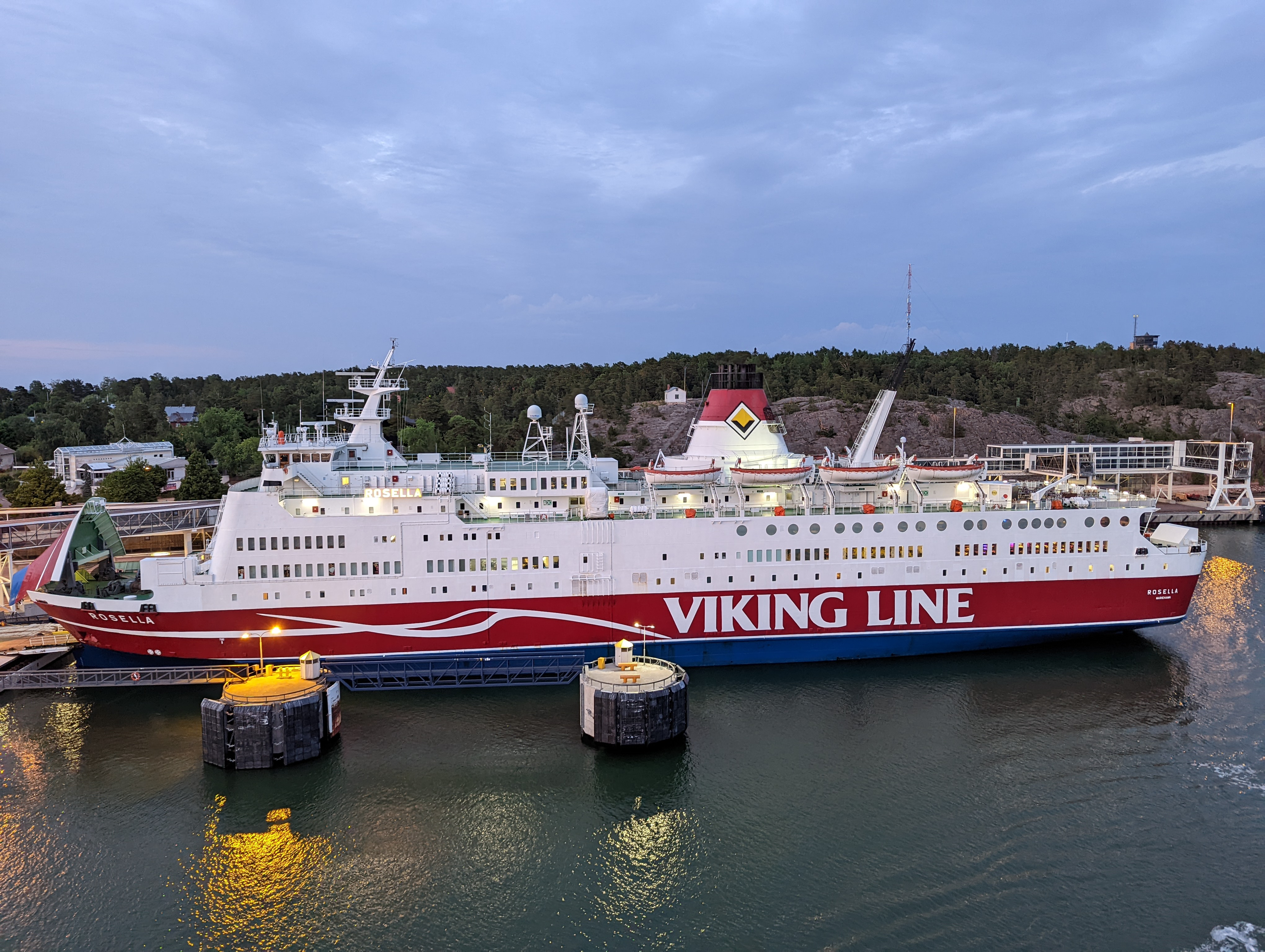
Promy pomiędzy Finlandią, Szwecją i Estonią zawijają do portów na Wyspach Alandzkich
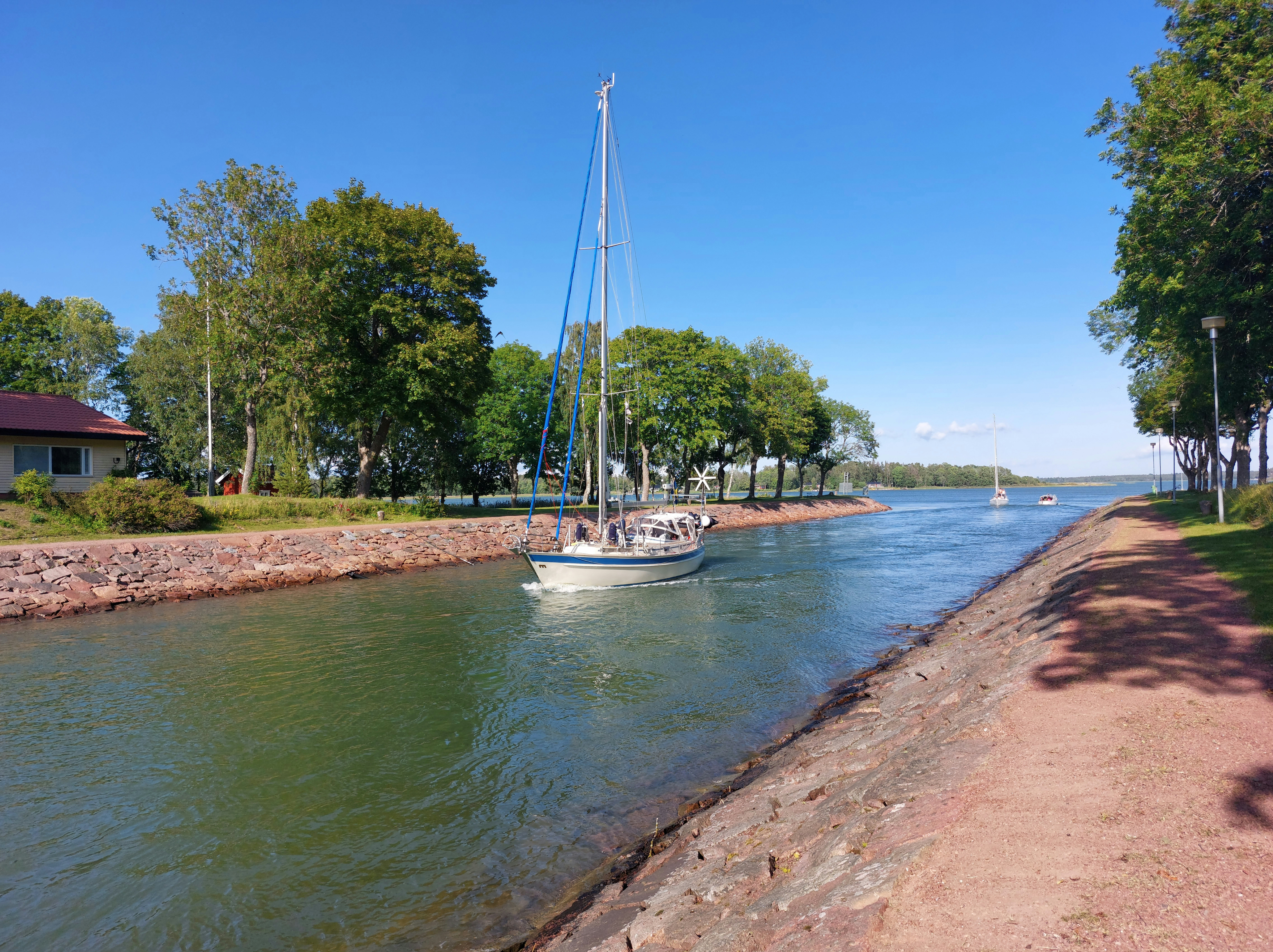
Kanał Lemströms
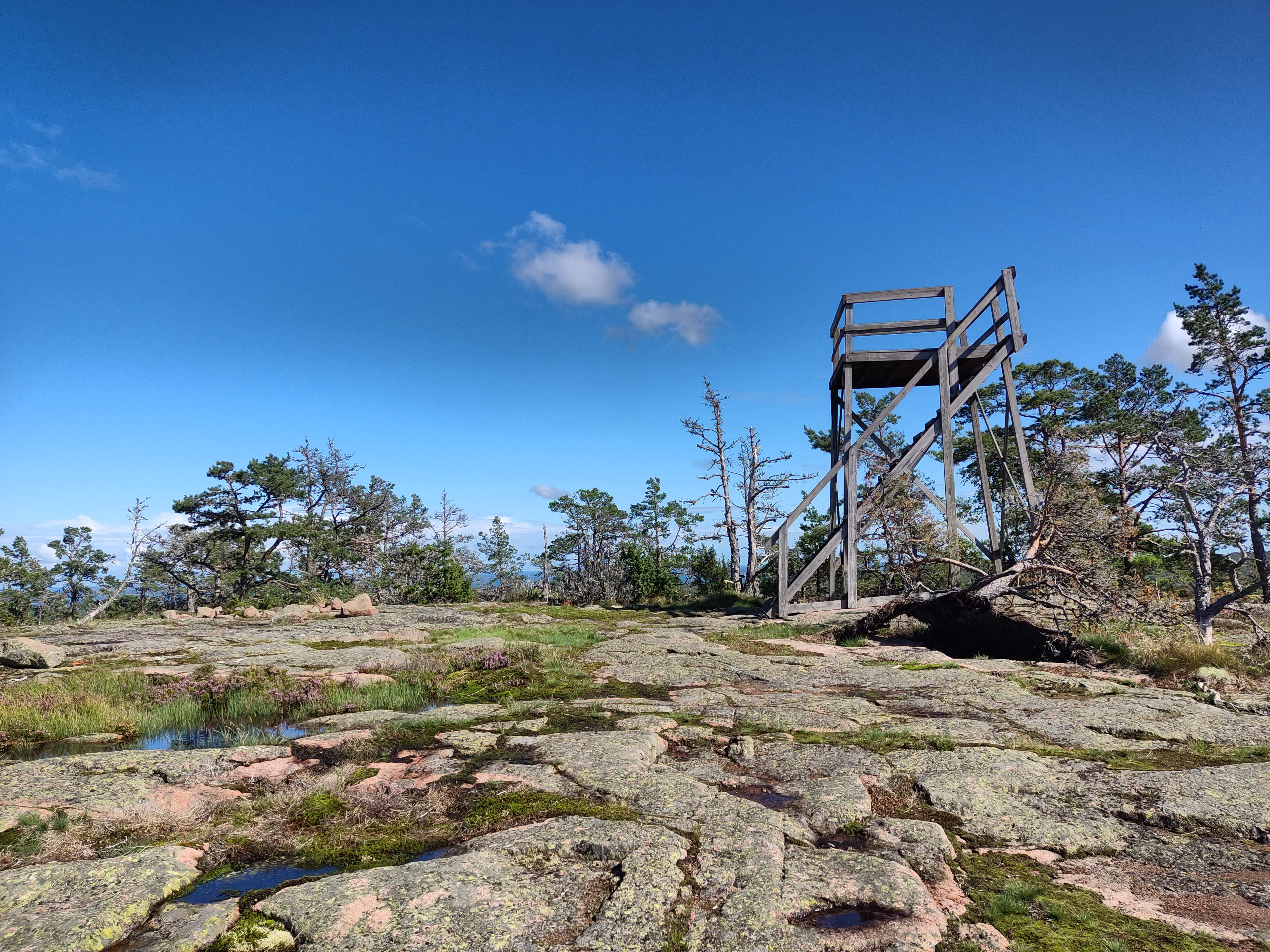
Wzgórze Orrdalsklint
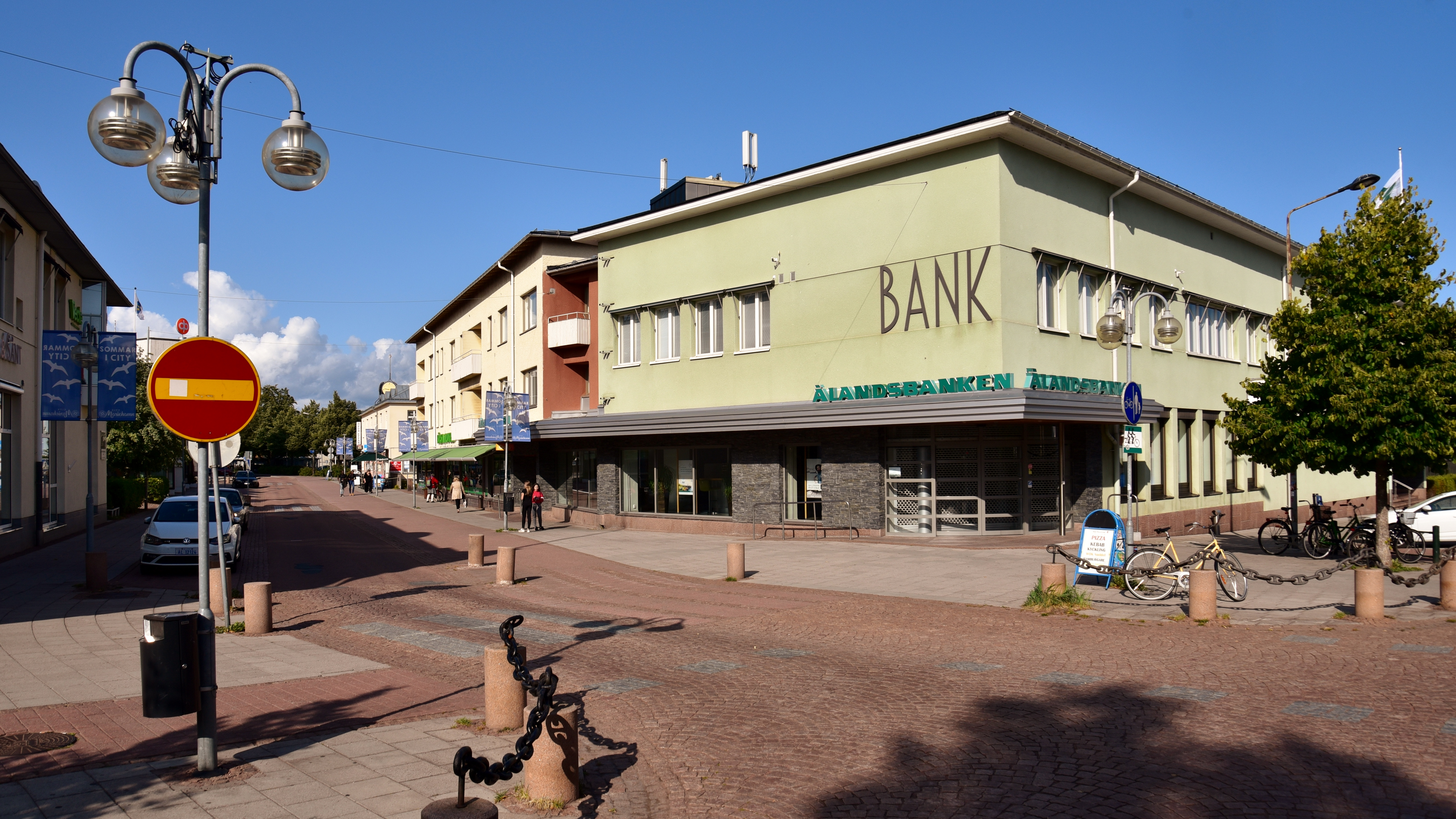
Bank Wysp Alandzkich
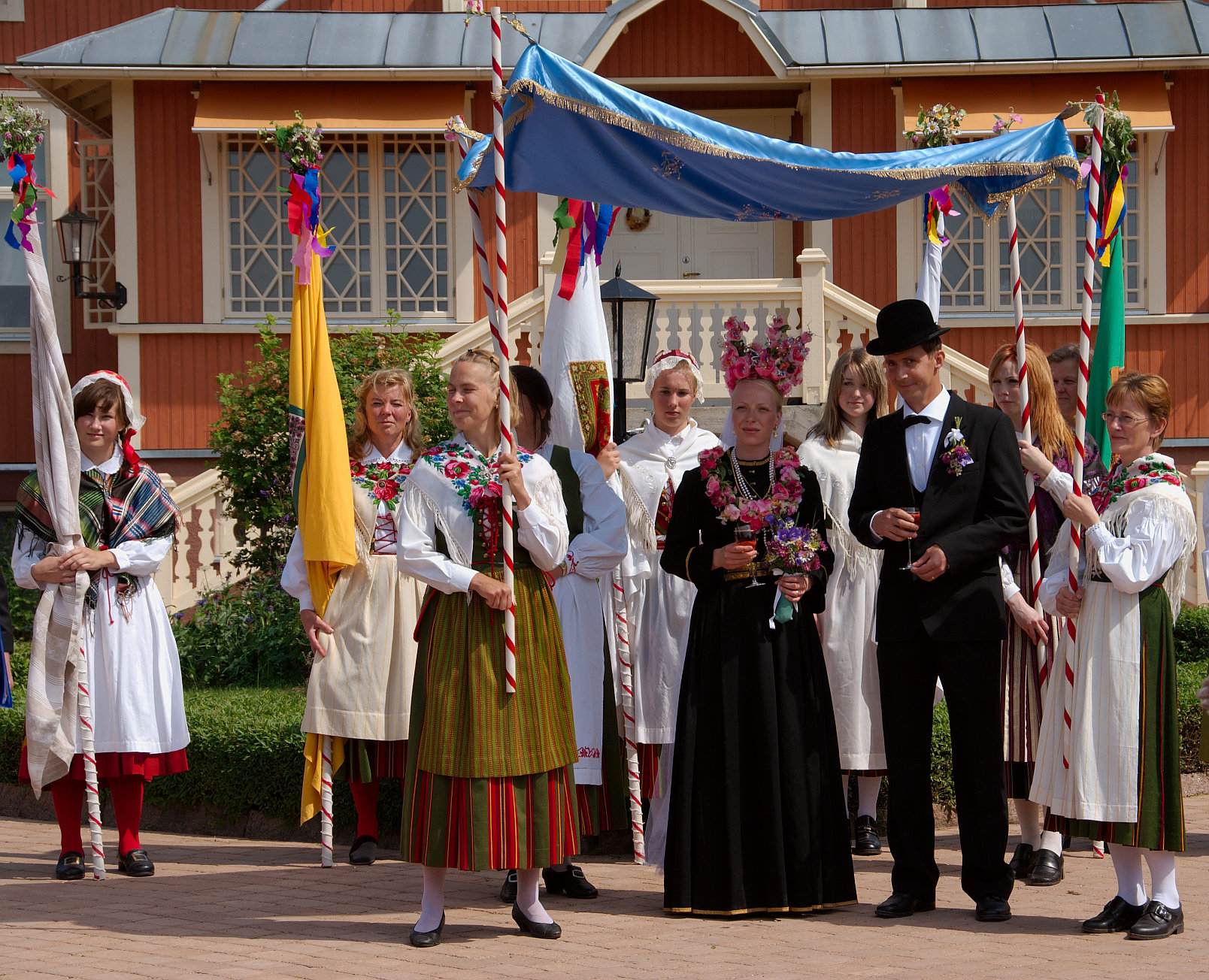
Ceremonia ślubna w Jomala
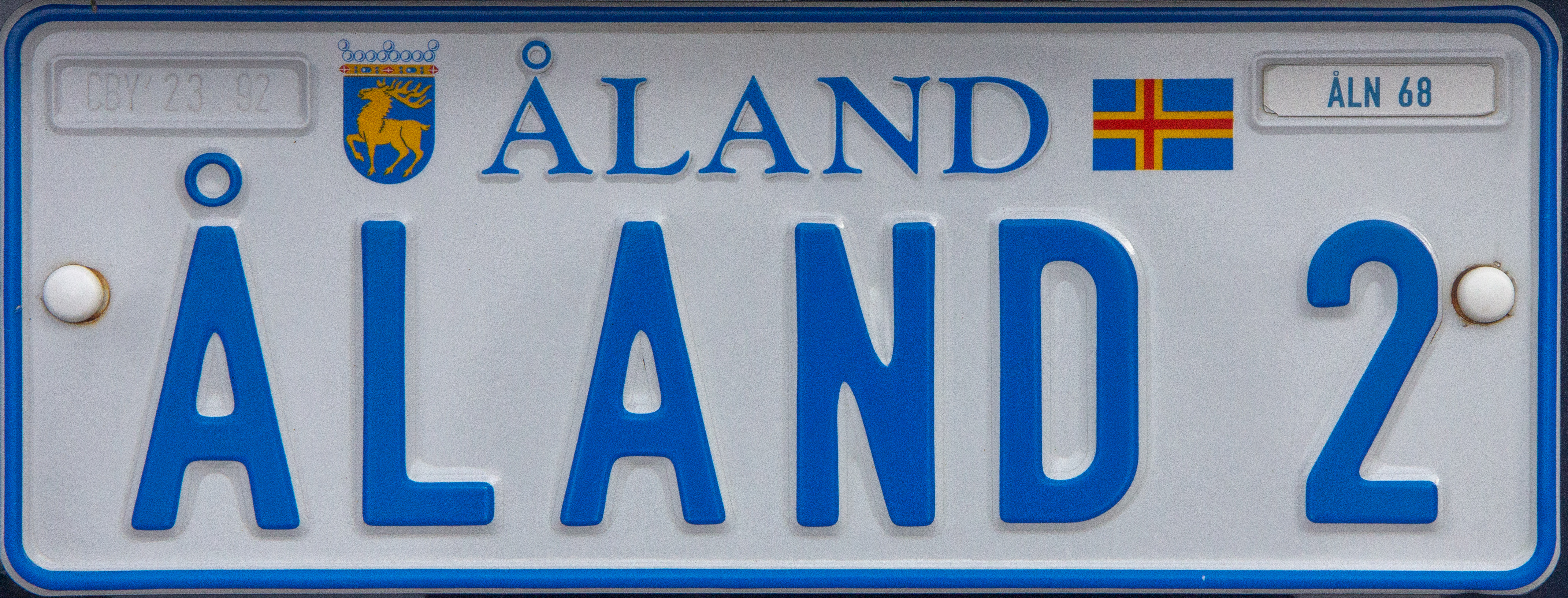
Tablice rejestracyjne